# Mosquito (maison d'édition)
Pour les articles homonymes, voir Mosquito.
Mosquito est une maison d'édition de bandes dessinées créée en 1989 dans la région de Grenoble, en France. Mosquito commercialise des rééditions de classiques de la bande dessinée italienne (Sergio Toppi, Attilio Micheluzzi, Guido Buzzelli) qui lui ont valu le Prix du patrimoine du festival d'Angoulême 2011[réf. nécessaire] ainsi que des œuvres de nouveaux auteurs, issus de divers pays du monde, ou des livres d'études liés à la bande dessinée, dans différentes collections.
L'association Dauphylactère est fondée  par Jean-François Douvry et Fabrice Eyraud en 1981. Les éditions  Mosquito, organise chaque année le Festival BD de Grenoble.

## Historique et projet éditorial
La maison d'éditions Mosquito est créée en 1989, près de Grenoble — qui recevait cette année-là le Salon européen de la BD. —, par des passionnés de bande dessinée ; c'est une structure associative dans le cadre de la loi de 1901 sur les associations,.  Auaparavant, le groupe de passionnés publiait un fanzine — Bulles dingues —, puis ils sont passés à l'édition, en vue notamment de « mettre en lumière des auteurs pas ou mal pris en compte par les « grandes » structures éditoriales », selon Michel Jans, qui en fait partie. Cela a aussi permis à une partie de ces auteurs de poursuivre leur œuvre dans le registre de la bande dessinée ; ce qui a été le cas pour Sergio Toppi par exemple,,.
Mosquito comporte plusieurs activités, dont une partie liée à la republication ou la publication d’œuvres — traduites en français — de grands auteurs de bande dessinée italiens, tels que Sergio Toppi, Dino Battaglia ou Attilio Micheluzzi,. Elle a aussi développé une activité d'édition de jeunes auteurs, avec une appétence pour ceux proposant des adaptations d'ouvrages littéraires ou bien des bandes dessinées en lien avec l'histoire ou un contexte historique. Une attention particulière est portée au style graphique, avec souvent des auteurs au style réaliste mais original et pouvant proposer des mises en pages sortant des configurations « classiques ». Avec le temps, la maison d'édition a élargi son catalogue de publications à des auteurs de nationalités très différentes, par exemple suisses, espagnols, finlandais, cubains et chinois,.
Selon le journaliste Jacques Schraûwen en 2020, « les Éditions Mosquito aiment éditer des livres qui, tous à leur manière, rendent hommage à une certaine idée de la bande dessinée : son côté populaire, mais avec une véritable présence graphique, le noir et blanc qui impressionne, ainsi son aspect « influences assumées » ». Michel Jans explique en 2020 que la maison d'édition sélectionne les œuvres qu'elle publie avec d'aune part l'importance d'un « choc graphique » et, d'autre part, celle de la qualité du récit.
En 2020, l'association à la base de Mosquito compte une vingtaine de membres, avec un groupe très actif de 4 personnes dont une qui est salariée. Plus de 300 ouvrages ont été publiés entre 1989 et 2020 — soit sur 31 ans.

## Collections
Dans le catalogue de cette maison d'édition, se trouvent des bandes dessinées, des monographies sur des auteurs, des livres d'images et des ouvrages critiques sur la bande dessinée. 
Les ouvrages phares promus par la maison d'édition sont notamment, pour les auteurs italiens : Sharaz-De de Toppi, Bab el Mandeb de Micheluzzi et une série de western de Serpieri ; et pour d'autres auteurs : Le Souffle du vent dans les pins de Zao Dao, Ronkoteus de l'auteur Arto Paasilina et du dessinateur Lukkarinen. D'autres auteurs en sont Nikita Mandryka, avec une réédition augmentée du tout premier album du Concombre Masqué paru chez Futuropolis, Danijel Zezelj, Sylvie Chausse, François Corteggiani, Kemlo,  Jean-Louis Le Hir, Louis Le Hir, Michel Jans, Jok, Antonio Lucchi, Capucine Mazille, Giuseppe de Nardo, Pellejero, Santullo, Paolo Serpieri, Félix Sintès, Sergio Tisselli, Pierre Tranchand, Lele Vianello (qui fut assistant d'Hugo Pratt), Marc Wasterlain,,,,,. 
Ses collections comportent également des travaux inédits ou rares d'auteurs marquants de la bande dessinée (tels que Dino Battaglia, François Boucq, Vittorio Giardino, Hermann, Emmanuel Lepage, Mezzo ou Miguelanxo Prado). Il existe aussi une collection de luxe comportant des textes personnels des auteurs ou des illustrations de textes de la littérature. 
La maison d'édition a également une collection destinée à la jeunesse : Lily Mosquito,, depuis 2010. Les Pixels, de Marc Wasterlain en est une série phare, le tome 3 ayant été notamment élaboré pour la maison d'édition. D'autres auteurs de cette collection sont, par exemple, Capucine Mazille et Sylvie Chausse, Félix Sintès, François Corteggiani et Pierre Tranchand. 
La collection Nec Plus concerne une série d'ouvrages particuliers, inspirés du portfolio, mais avec une volonté de les rendre accessibles financièrement et matériellement à un public un peu plus large (1 000 exemplaires au lieu de 100 pour un portfolio, notamment). Le premier, nommé Pinocchio (2011), a concerné Massimiliano Frezzato avec une série d'illustrations à propos de Pinocchio, associées à des extraits du texte du créateur de celui-ci, Carlo Collodi,. D'autres ont été publiés.

## Reconnaissance
L’œuvre Bab el-Mandeb d'Attilo Micheluzzi (1930-1990) publiée aux éditions Mosquito a reçu le Prix du patrimoine du Festival d'Angoulême 2011. 